# Кадемія Майя Юхимівна
Кадемія Майя Юхимівна (нар. м. Вінниця) — викладач-методист, кандидат педагогічних наук (2005), доцент (2007), професор (2015), завідувач кафедри інноваційних та інформаційних технологій в освіті Вінницького державного педагогічного університету імені Михайла Коцюбинського, Відмінник освіти України (1994), заслужений учитель України (1997).

## Професійна діяльність
1970 — закінчила Вінницький державний педагогічний інститут ім. М. Островського
1970—1983 — викладач математики Вінницького міського професійно-технічного училища № 4
1983—2007 — заступник директора, викладач математики Вінницького вищого професійного училища № 4
1996—2007 — викладач Вінницького державного педагогічного університету ім. М. Коцюбинського
2007 — доцент кафедри інформаційних технологій та інноваційних методик навчання Вінницького державного педагогічного університету ім. М. Коцюбинського, заступник директора з науково-методичної роботи Вінницького міжрегіонального вищого професійного училища (за сумісництвом)
2010—2018 — завідувач кафедри інноваційних та інформаційних технологій в освіті Вінницького державного педагогічного університету імені Михайла Коцюбинського.

## Наукова, педагогічна та навчально-методична робота
Досліджує проблеми організації навчально-виховного процесу в ПТНЗ, впровадження інформаційно-комунікаційних технологій у навчальний процес.
На 01.01.2016 року є автором і співавтором 407 наукових і навчально-методичних праць, з яких з грифом МОН — 6, монографій — 6. Підготувала 13 кандидатів педагогічних наук. Виступає офіційним опонентом під час захисту кандидатських дисертацій з теорії і методики професійної освіти.
Результати науково-педагогічних пошуків М. Ю. Кадемії використовують у своїй роботі викладачі і майстри виробничого навчання ПТНЗ, викладачі ВНЗ І-IV рівнів акредитації, студенти.
Майя Юхимівна Кадемія керівник інноваційних педагогічних проектів щодо впровадження нових технологій навчання в навчально-виховний процес ПТНЗ. Один із засновників експериментального педагогічного майданчика Інституту педагогіки і психології професійної освіти АПН України і МОН України з проблем впровадження інформаційних і телекомунікаційних технологій у Вінницькому вищому професійному училищі № 4.

## Звання та нагороди
1991 — нагороджена медаллю А. С. Макаренка
1991 — нагороджена медаллю «Ветеран праці»
1994 — нагороджена знаком «Відмінник освіти України»
1997 — присвоєно звання «Заслужений вчитель України» Указом Президента України
2003 — нагороджена Орденом княгині Ольги III ступеня
2006 — нагороджена нагрудним знаком «Антон Макаренко»
2008 — нагороджена нагрудним знаком МОН України «За наукові та освітні досягнення», а також почесними грамотами МОН України, Академії педагогічних наук, управління освіти і науки Вінницької обласної державної адміністрації
2008 — Людина року в галузі «освіти»
2010 — нагороджена грамотою Національної академії педагогічних наук за активну участь у дослідженні проблем теорії і методики професійної освіти, системне впровадження результатів наукових досліджень.
2011 — грамота Міністерства освіти та науки, молоді та спорту України, Національного еколого-натуралістичного центру учнівської молоді за підготовку аспірантів, які посіли призові місця у Всеукраїнському чемпіонаті з інформаційних технологій «Екософт 2011»
2012 — грамота Міністерства освіти та науки, молоді та спорту України, Національного еколого-натуралістичного центру учнівської молоді за підготовку аспірантів, які посіли призові місця у Всеукраїнському чемпіонаті з інформаційних технологій «Екософт 2012»
2012 — нагороджено Почесною Грамотою Вінницької обласної державної адміністрації та обласної Ради за багаторічну сумлінну працю, високий професіоналізм, підготовку висококваліфікованих спеціалістів та вагомий особистий внесок у розвиток національної освіти
2013 — грамотою Міністерства освіти та науки, молоді та спорту України, Національного еколого-натуралістичного центру учнівської молоді за підготовку аспіранта Кобисі А. П., яка посіла призове місце у Всеукраїнському чемпіонаті з інформаційних технологій «Екософт 2013»
2013 — Почесна грамота за підготовку переможця II туру Всеукраїнського конкурсу студентських наукових робіт із спеціальності «Теорія і методика професійної освіти» Скупої О. О. (студентка нагороджена дипломом першого ступеня)
2013 — нагороджена Грамотою за вагомий внесок у підготовку педагогічних кадрів та у зв'язку з відзначенням дня працівника освіти
2014 — грамота Міністерства освіти і науки України Національного еколого-натуралістичного центру учнівської молоді за підготовку студентів Максимчук І. С. та Нікітіна В. І., які посіли призові місця у фіналі II етапу Всеукраїнського чемпіонату з інформаційних технологій «Екософт 2014»
2014 — Подяка Української інженерно-педагогічної академії за керівництво студентською науковою роботою Максимчук І. С. та Нікітіна В. І., які брали участь у II турі Всеукраїнського конкурсу студентських наукових робіт зі спеціальності «Теорія і методика професійної освіти» та посіли друге призове місце.
2014 — нагороджена Грамотою за вагомий внесок у підготовку педагогічних кадрів, високий професіоналізм та за підсумками роботи колективу університету в 2013—2014 н. р.
2015 — нагороджено Подякою Міністерства освіти і науки України Національного еколого-натуралістичного центру учнівської молоді за підготовку студентів Коломійчук Н. Ю. та Стратія О. Г. — призерів II етапу Всеукраїнського чемпіонату з інформаційних технологій «Екософт 2015»
2015 — нагороджено Подякою Української інженерно-педагогічної академії за керівництво студентською науковою роботою Коломійчук Н. Ю. та Стратія О. Г., які брали участь у II турі Всеукраїнського конкурсу студентських наукових робіт зі спеціальності «Теорія і методика професійної освіти»
2015 — нагороджена Почесною грамотою Вінницького державного педагогічного університету імені Михайла Коцюбинського за успіхи в навчальній, науковій і методичній роботі за підсумками 2014—2015 н. р.
2016 — нагороджена Подякою Української інженерно-педагогічної академії за керівництво студентською науковою роботою Гриньчак К. П., яка брала участь у II турі Всеукраїнського конкурсу студентських наукових робіт зі спеціальності «Теорія і методика професійної освіти»
2016 — нагороджена Подякою Вінницького технічного коледжу за сприяння у проведенні III Регіональної науково-методичної конференції «Сучасні педагогічні технології навчання в підготовці фахівців у коледжах і технікумах: досвід, проблеми, перспективи»
2016 — нагороджена Подякою Вінницького державного педагогічного університету імені Михайла Коцюбинського за ефективну організацію науково-дослідної роботи студентів у 2015—2016 навчальному році
2016 — нагороджена Почесною грамотою інституту педагогічної освіти і освіти дорослих Національної академії педагогічних наук України за активну участь у наукових дослідженнях з теорії і методики професійної освіти та за творчу співпрацю з Інститутом педагогічної освіти і освіти дорослих НАПН України.
2016 — грамота Міністерства освіти та науки України, Вінницького державного педагогічного університету імені Михайла Коцюбинського за багаторічну сумлінну працю, вагомий особистий внесок у підготовку висококваліфікованих спеціалістів та плідну науково-педагогічну діяльність
2016 — нагороджена Подякою Вінницького технічного коледжу за сприяння у проведенні наради-семінару «Інноваційні форми, методи, технології навчання»
2017 — нагороджена Подякою Української інженерно-педагогічної академії за керівництво студентською науковою роботою Ільїної О. І.
2017 — нагороджена Подякою Української інженерно-педагогічної академії за підготовку студентів Ільїної О. та Луценка М. до участі у II етапі Всеукраїнської студентської олімпіади зі спеціальності «Професійна освіта»
2017 — нагороджена подякою адміністрації Вінницького гуманітарно-педагогічного коледжу за сприяння у проведенні круглого столу на тему «Впровадження інноваційних технологій в освітній процес ВНЗ»
2017 — нагороджена подякою Вінницького державного педагогічного університету імені Михайла Коцюбинського за ефективну організацію науково-дослідної роботи студентів Вінницького державного педагогічного університету імені Михайла Коцюбинського у 2016—2017 навчальному році
2018 — подяка Міністерства освіти і науки України Національний еколого-натуралістичний центр учнівської молоді
2018 — подяка за керівництво студентською науковою роботою Медведєва Романа Петровича, який брав участь у II турі Всеукраїнського конкурсу студентських наукових робіт зі спеціальності «Професійна Освіта».

## Наукові публікації
- Гуревич Р. С. Інформаційно-телекомунікаційні технології в навчальному процесі та наукових дослідженнях: навчальний посібник для студентів педагогічних ВНЗ і слухачів інститутів післядипломної педагогічної освіти (рекомендовано МОН України лист № 14/18.2-846 від 18 квітня 2005 р.) / Р. С. Гуревич, М. Ю. Кадемія. — Вінниця: ООО «Планер», 2005. — 366 с.

- Гуревич Р. С. Використання інформаційних технологій у навчальному процесі (з досвіду роботи експериментального педагогічного майданчика у ВПУ № 4 м. Вінниці): для педагогічних працівників ПТНЗ, СЗШ, ВНЗ і слухачів навчальних закладів та установ післядипломної освіти (рекомендовано МОН України лист № 1/11-2401 від 26 травня 2006 р.). / Р. С. Гуревич, М. Ю. Кадемія, Ю. В. Бадюк, Л. С. Шевченко. — Вінниця: ТОВ «Діло», 2006. — 296 с.

- Кадемія М. Ю. Інформаційно-комунікаційні технології навчання: термінологічний словник (рекомендовано МОН України лист № 1/11-3856 від 02.06.2009 р.). — Львів: Вид-во «СПОЛОМ», 2009. — 260 с.

- Кадемія М. Ю. Технології: термінологічний словник-довідник (рекомендовано МОН України лист № 1/11-1216 від 26.02.2010 р.) / М. Ю. Кадемія, В. М. Бойчук, О. Ю. Пінаєва, І. В. Савчук, Л. С. Шевченко (видання друге, доповнене). — Вінниця: ФОП Данилюк В. Г., 2010. — 356 с.

- Кадемія М. Ю. Мультимедійні засоби навчання: навчальний посібник (друге видання) (рекомендовано МОН України(лист № 1/11-9514 від 14.10.2010 р.)/ М. Ю. Кадемія, П. К. Гороль, Р. С. Гуревич, О. В. Шестопалюк. — Вінниця: ТОВ «Планер», 2010. — 486 с.